# Sällflons naturreservat
Sällflons naturreservat är ett naturreservat i Östersunds kommun i Jämtlands län.
Området är naturskyddat sedan 2023 och är 120 hektar stort. Reservatet ligger nordost om Östersund och består av grandominerad kalkbarrskog med rikkärr i öster.